# جويل وايت
جويل وايت (بالإنجليزية: Joel White)‏ هو مهندس معماري ومهندس أمريكي، ولد في 1930، وتوفي في 1997 بسبب سرطان الرئة.